# Akshuvärri
Akshuvärri är en kulle i Finland. Den ligger i Enare i landskapet Lappland, i den norra delen av landet, 1 000 km norr om huvudstaden Helsingfors. Toppen på Akshuvärri är 262 meter över havet, eller 53 meter över den omgivande terrängen. Bredden vid basen är 1,1 km. Akshuvärri ligger vid sjön Akshujävri.
Terrängen runt Akshuvärri är huvudsakligen platt. Trakten runt Akshuvärri är nära nog obefolkad, med mindre än två invånare per kvadratkilometer.